# Stian Edvardsen-Fredheim
Stian Edvardsen-Fredheim (* 23. März 2003 in Kristiansand) ist ein norwegischer Radrennfahrer.

## Sportlicher Werdegang
Bereits als Junior machte Edvardsen-Fredheim auf sich aufmerksam. 2021 erzielte er Etappenerfolge beim Grand Prix Rüebliland und Course de la Paix Juniors, zum Abschluss der Saison gewann er Paris–Roubaix Juniors.
Mit dem Wechsel in die U23 wurde Edvardsen-Fredheim 2022 Mitglied im Uno-X DARE Development Team. Auch wenn ihm kein Sieg gelang, bei der Olympia’s Tour, der Tour de l’Avenir und dem Triptyque des Monts et Châteaux stand er mehrfach auf dem Podium der Tageswertung sowie beim Triptyque des Monts et Châteaux auch in der Gesamtwertung. Bereits nach einem Jahr wurde Edvardsen-Fredheim in das UCI ProTeam von Uno-X übernommen. Sein wertvollstes Ergebnis im ersten Jahr war der achte Platz bei Classic Brugge-De Panne 2023. 2024 erzielte er erneut bei Classic Brugge-De Panne als Sechster sein bestes Saisonergebnis.
Im Jahr 2025 feierte Stian Edvardsen-Fredheim seinen ersten Sieg als Profi, als er das französische Eintagesrennen La Route Adélie de Vitré im Sprint aus einer kleinen Gruppe gewann.

## Erfolge
2021
- eine Etappe Grand Prix Rüebliland
- eine Etappe und Punktwertung Course de la Paix Juniors
- Paris–Roubaix Juniors

2025
- La Route Adélie de Vitré

## Grand Tour-Platzierungen
| Grand Tour            | 2025 |
| --------------------- | ---- |
| Giro d’ItaliaGiro     | –    |
| Tour de FranceTour    | 139  |
| Vuelta a EspañaVuelta | …    |